# Khỉ đuôi lợn phương bắc
Khỉ đuôi lợn phương bắc (danh pháp hai phần: Macaca leonina) là một loài động vật có vú trong họ Cercopithecidae, bộ Linh trưởng. Loài này được Blyth mô tả năm 1863. Loài này được tìm thấy ở Bangladesh, Campuchia, Trung Quốc, Ấn Độ, Lào, Myanmar, Thái Lan, và Việt Nam. Theo truyền thống, nó đã được coi là một phân loài của M. nemestrina. Tại Ấn Độ, nó được tìm thấy ở phía nam sông Brahmaputra, ở phần đông bắc của đất nước. Phạm vi của nó ở Ấn Độ kéo dài từ Assam và Meghalaya để đông Aruanchal Pradesh, Nagaland, Manipur, Mizoram và Tripura.

## Hình ảnh

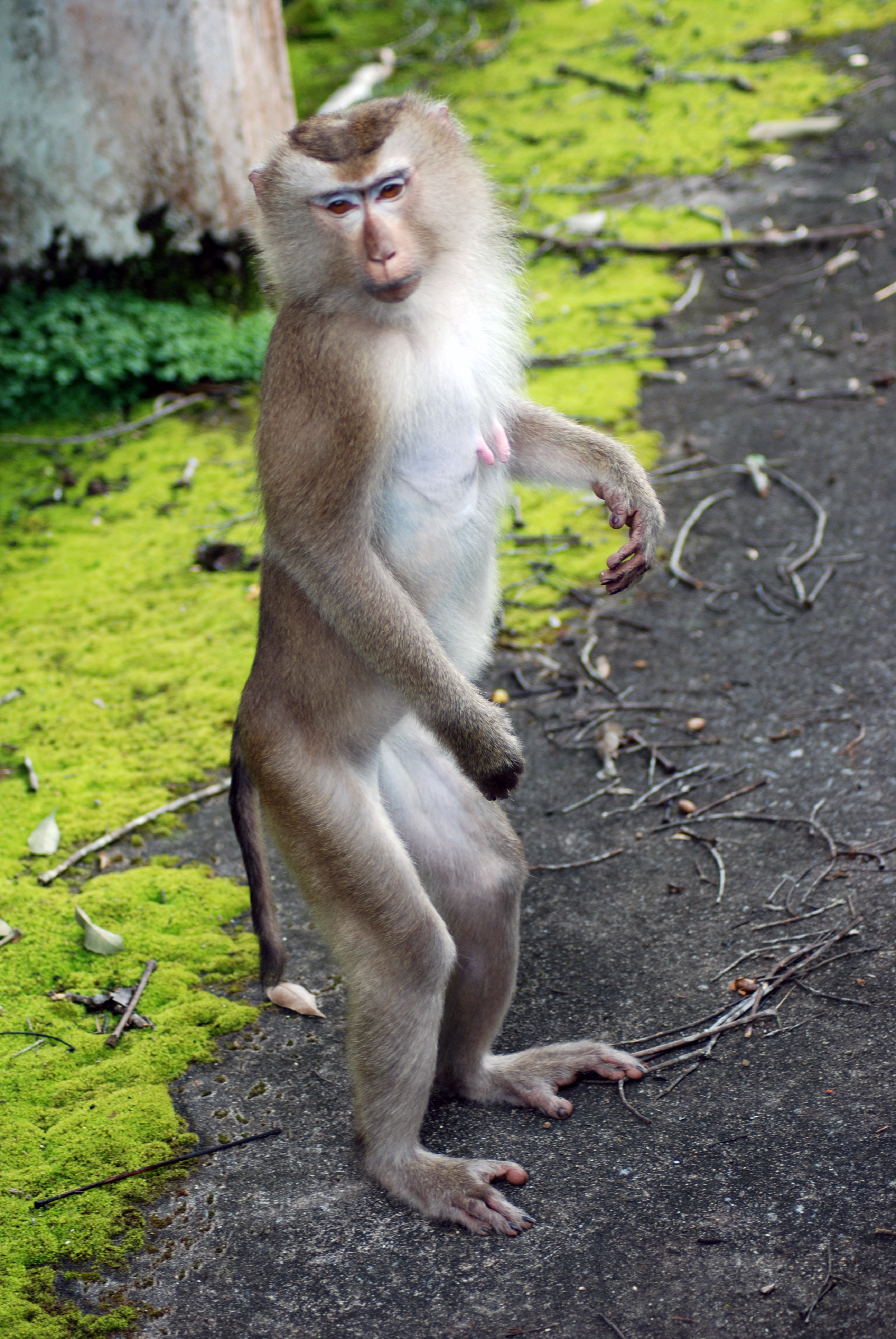
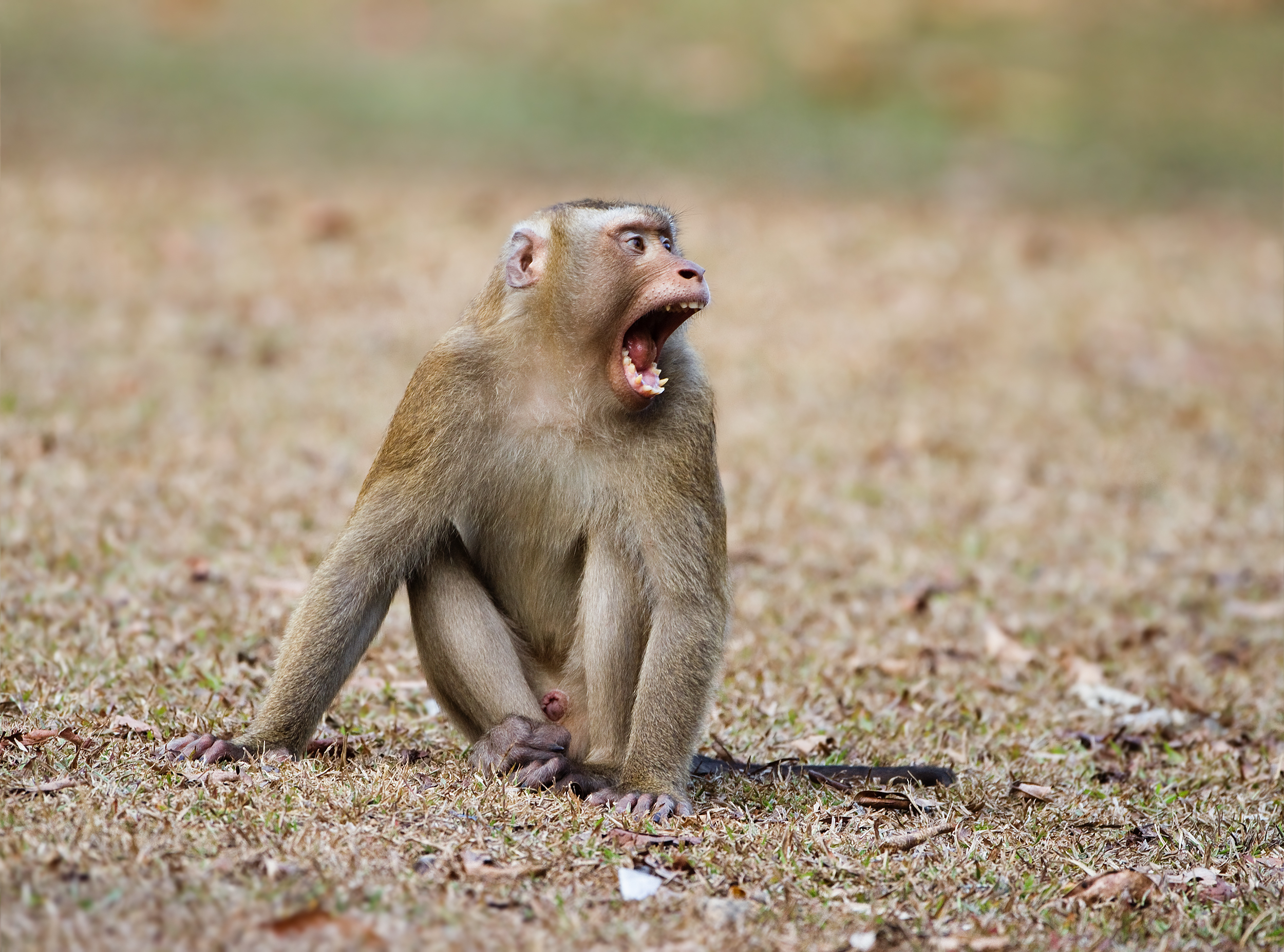
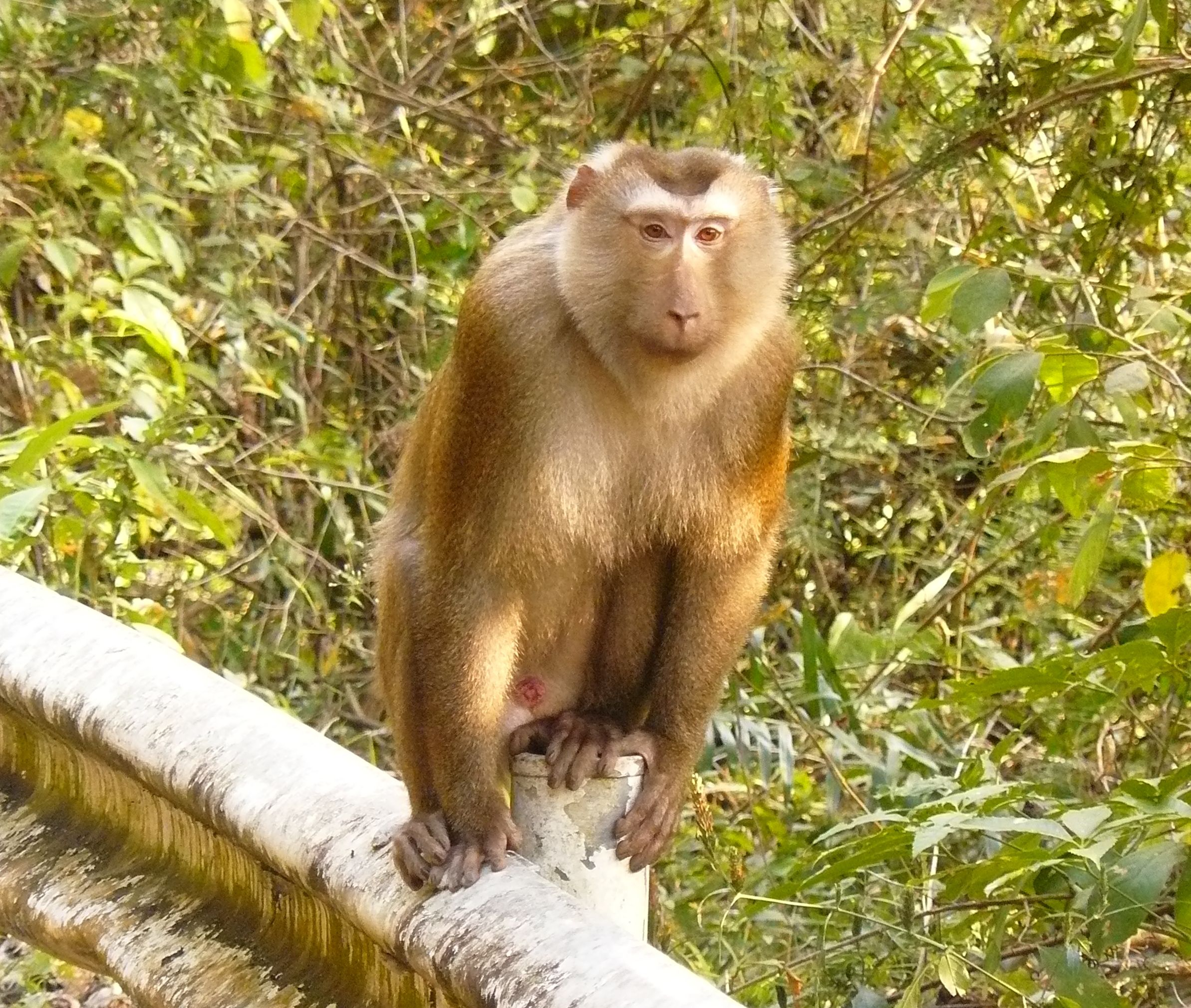
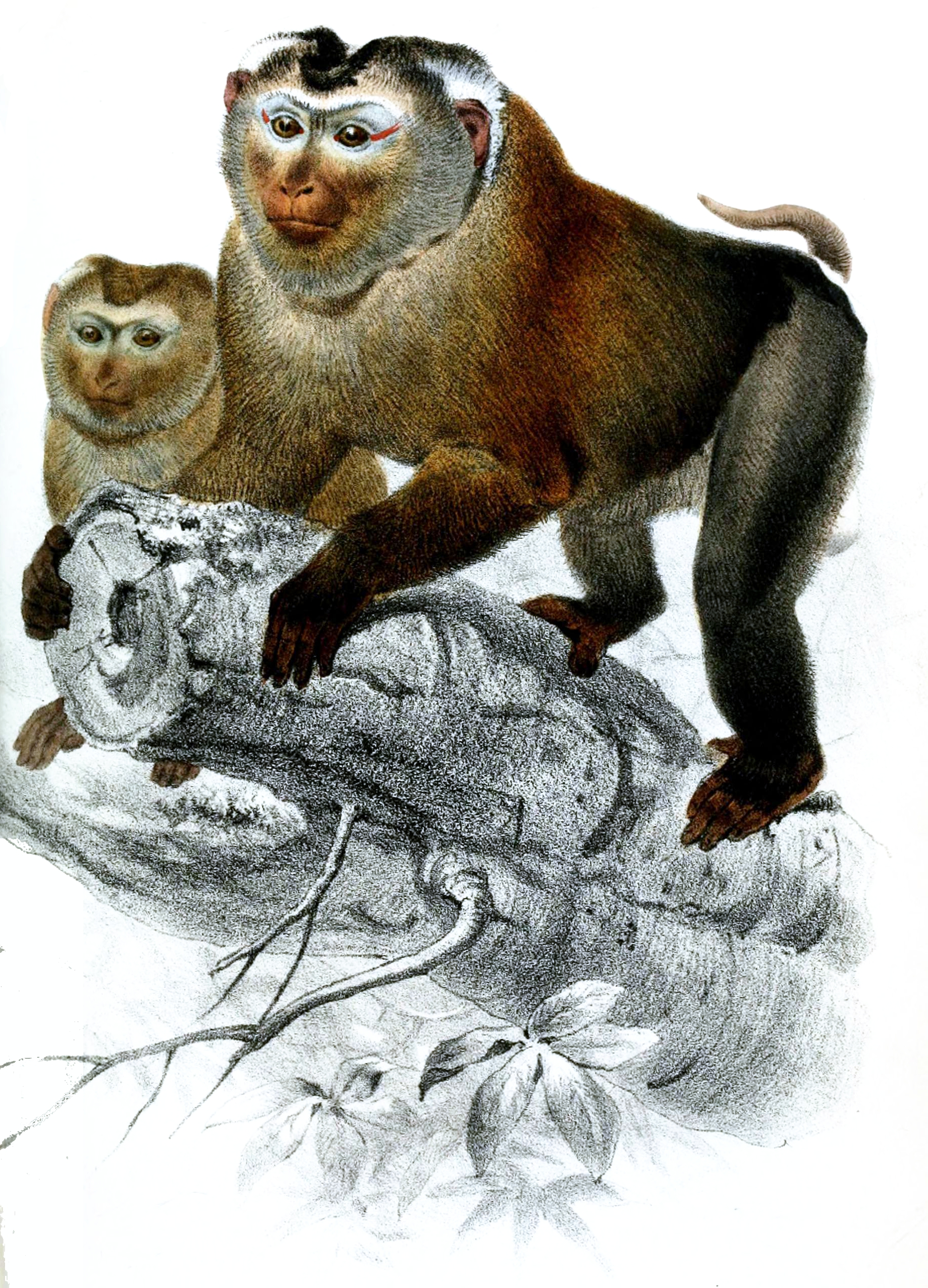